# Crinum ornatum
Espèce
Synonymes
- Amaryllis broussonetii DC.[1]
- Amaryllis disticha Sims[1]
- Amaryllis latifolia L'Hér.[1]
- Amaryllis ornata Aiton[1]
- Amaryllis spectabilis Andrews[1]
- Amaryllis yuccioides J.Thomps.[1]
- Brunsvigia massaiana Linden & Rodigas[1]
- Crinum boehmii Baker[1]
- Crinum careyanum Herb.[1]
- Crinum doriae auct.[1]
- Crinum herbertianum Wall.[1]
- Crinum linnaei M.Roem.[1]
- Crinum massaianum (Linden & Rodigas) N.E.Br.[1]
- Crinum rueppelianum Fresen.[1]
- Crinum sanderianum Baker[1]
- Crinum tanganyikense Baker[1]
- Crinum undulifolium Herb.[1]
- Crinum veneficium Hannibal[1]
- Crinum wallichianum M.Roem.[1]
- Crinum yucciflorum Salisb.[1]
- Taenais caricifolia Salisb.[1]
- Taenais mucronigera Salisb.[1]
- Taenais ornata (Aiton) Salisb.[1]
- Taenais yucciflorum (Salisb.) Salisb.[1]

Crinum ornatum est une espèce de plantes à fleurs de la famille des Amaryllidaceae et du genre Crinum, présente en Afrique tropicale.

## Description

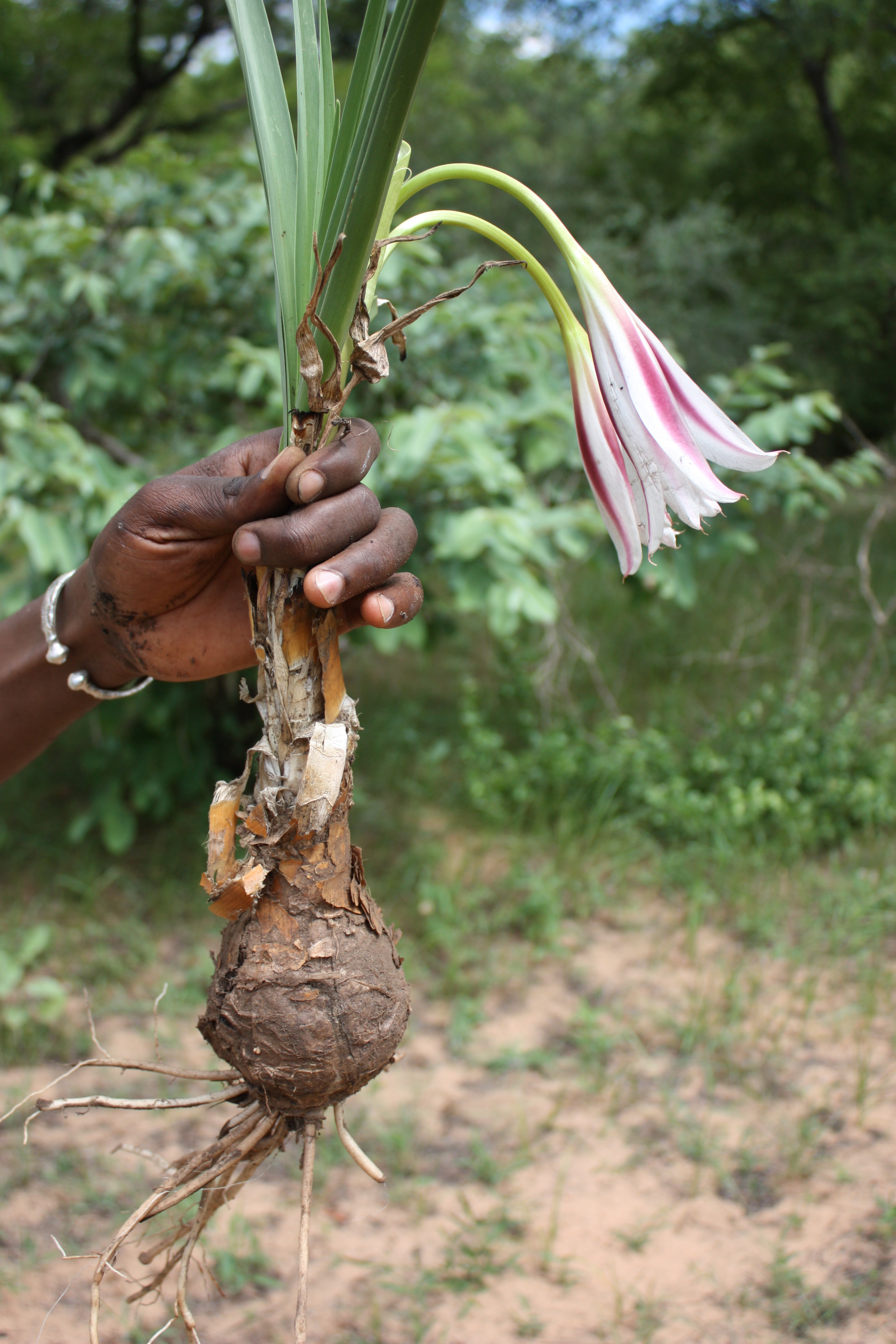
Plante entière au sud-ouest du Burkina Faso.

C'est une plante géophyte d'une hauteur de 0,3 à 0,7 m que l'on rencontre à environ 800 m d'altitude.

## Distribution
On la rencontre en Afrique tropicale, de la Guinée à l'Éthiopie, également vers le sud en Namibie.

## Liste des variétés
Selon Tropicos (27 juin 2020) :
- variété Crinum ornatum var. latifolium (L.) Herb.